# 聖胡安德洛佩坎查區
6°27′00″S 77°46′01″W / 6.45000°S 77.76694°W
聖胡安德洛佩坎查區（西班牙語：Distrito de San Juan de Lopecancha），是秘魯的一個區，位於該國北部亞馬遜大區的盧亞省，始建於1920年8月16日，面積88平方公里，海拔高度2,850米，2005年人口569，人口密度每平方公里6.5人。